# Итальянская федерация футбола
Итальянская федерация футбола (итал. Federazione Italiana Giuoco Calcio, FIGC) — общественная организация, осуществляющая контроль и управление футболом в Италии. Федерация контролирует сборные команды Италии, а также организует проведение национального чемпионата на различных уровнях, проводит розыгрыш национального кубка. 
Является членом Национального олимпийского комитета Италии. Представляет как классический футбол, так и мини-футбол, пляжный футбол, контролирует как мужские, так и женские футбольные команды, а также команды во всех возрастных группах. 
Штаб-квартира федерации расположена в Риме, также имеется офис в Коверчано, где проходят обучение и лицензирование все футбольные тренеры Италии.
Федерация была основана 16 марта 1898 года под названием Federazione Italiana del Football (F.I.F.), нынешнее наименование (FIGC) носит с 1909 года. 
С 1905 года является членом ФИФА, с 1954 года — членом УЕФА (один из сооснователей европейской футбольной ассоциации).
С 2007 по 2014 год президентом федерации являлся Джанкарло Абете. Новым главой федерации в 2014 году стал Карло Тавеккио. В октябре 2018 года его сменил Габриэле Гравина.

## Достижения итальянского футбола на международной арене

### Сборная Италии
Мужская сборная Италии выиграла четыре раза чемпионат мира (1934, 1938, 1982, 2006), два раза чемпионат Европы (1968, 2020) и один раз Олимпийские игры (1936).

### Клубы
Итальянские клубы в международных официальных клубных турнирах завоевали 42 трофея: Лигу чемпионов (12 раз), Кубок обладателей кубков (7), Лигу Европы (9), Суперкубок (8), Межконтинентальный кубок (7), Клубный чемпионат мира (2).
В 1990 году клубы из Италии, выступая в еврокубках, установили своеобразный рекорд: 5 побед в 5 турнирах («Милан» — 3, «Ювентус» и «Сампдория» — по 1). В 1989 году во всех пяти финалах тоже участвовали итальянские команды, и все, кроме Сампдории выиграли («Милан» — 3, «Наполи» — 1). Эти рекорды не побиты до сих пор.